# Tessmanniacanthus chlamydocardioides
Tessmanniacanthus chlamydocardioides là một loài thực vật có hoa trong họ Ô rô. Loài này được Mildbr. miêu tả khoa học đầu tiên năm 1926.